# 維萊羅爾蒂根

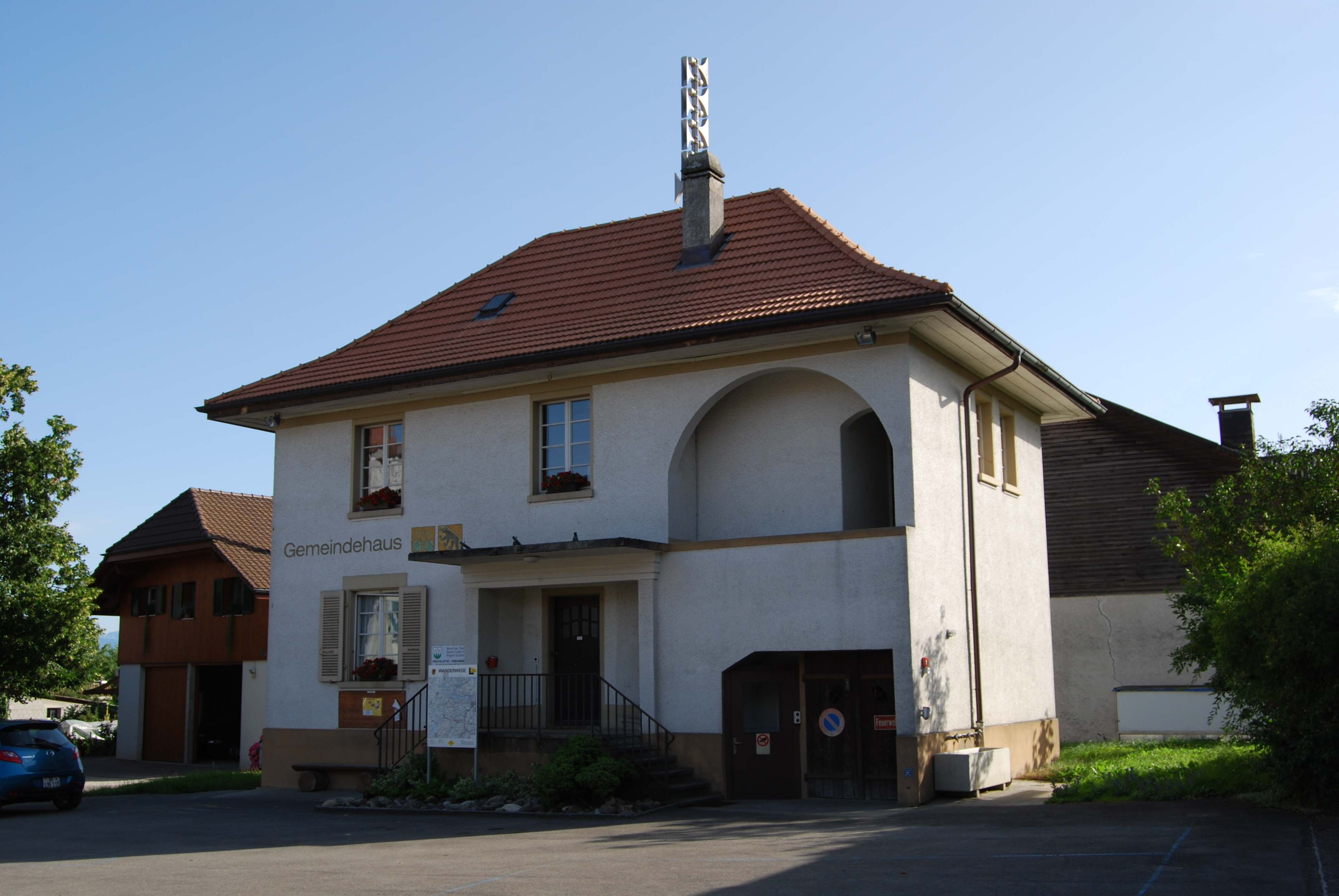

維萊羅爾蒂根是瑞士的城鎮，位於該國中西部，由伯恩州負責管轄，面積4.16平方公里，海拔高度513米，2011年人口391，八成人口信奉基督教，人口密度每平方公里94人。